# 할릴 알튼토프
할릴 알튼토프(튀르키예어: Halil Altıntop, 1982년 12월 8일, 독일 겔젠키르헨 ~ )은 튀르키예의 전 축구 선수이다. 그는 하미트 알튼토프의 쌍둥이 형제이기도 하다.
강력한 몸싸움과 빠른 스피드, 뛰어난 슈팅 능력으로 2006년부터 2010년까지 샬케 04의 간판 공격수로 자리매김하였다. 2010년 아인트라흐트 프랑크푸르트로 이적하였지만 프랑크푸르트는 강등되고 만다. 2011년부터 2013년까지 자기의 국적인 튀르키예 트라브존스포르 소속으로 뛰었다.